# Canon Powershot S
Die Canon-Powershot-S-Serie besteht aus zwei Modelllinien. Die Kameras S10 und S20 waren Einsteiger-Kompaktkameras. Erst mit der S30 wurde ein anderes Marktsegment für ambitionierte Photographen („Prosumer“) ins Auge gefasst. Die Kameras liegen seitdem preislich und technisch zwischen den eher designorientierten Modellen der IXUS-Serie und den sich eher an den anspruchsvollen Amateurphotographen richtenden Modellen der G-Serie. Mit den Modellen der G-Serie bestehen meist viele technische Gemeinsamkeiten (z. B. der eingebaute Sensor), während die S-Serie in der Regel über weniger manuelle Kontrollmöglichkeiten, dafür aber über ein deutlich kleineres und leichteres, aber auch weniger robustes Gehäuse verfügt.
Stand Januar 2021 scheint es so zu sein, dass die Powershot-S-Serie mit der S120 eingestellt wurde, lediglich die G- und SX-Serie werden unter dem Begriff Powershot noch angeboten.

## Übersicht
| Modell        | Markteinführung | Sensor Auflösung, Größe, Typ  | Objektiv (35-mm-Equiv.) Zoom, Blendenzahl | Bildprozessor | LC-Display Größe, Auflösung | Speichermedium                     | Maße W×H×D (mm)      | Masse (Gehäuse, g) | Foto          | Anmerkungen |
| Kompaktkamera | Kompaktkamera   | Kompaktkamera                 | Kompaktkamera                             | Kompaktkamera | Kompaktkamera               | Kompaktkamera                      | Kompaktkamera        | Kompaktkamera      | Kompaktkamera | |
| ------------- | --------------- | ----------------------------- | ----------------------------------------- | ------------- | --------------------------- | ---------------------------------- | -------------------- | ------------------ | ------------- | --- |
| S10           | Oktober 1999    | 2,1 MP 1600×1200 1/2″ CCD     | 35–70 mm (2×) f/2,8–4,0                   |               | 1,8″                        | CF                                 | 105,4 × 69,4 × 33,8  | 270                |               | zur Markteinführung kleinste 2-MP-Kamera mit optischem Zoom                                                                                     |
| S20           | März 2000       | 3,3 MP 2048×1536 1/1,8″ CCD   | 32–64 mm (2×) f/2,9–4,0                   |               | 1,8″                        | CF                                 | 105,4 × 69,4 × 33,8  | 270                | [ 2 ]         | |
| Prosumer      |                 |                               |                                           |               |                             |                                    |                      |                    |               | |
| S30           | Dezember 2001   | 3,2 MP 2048×1536 1/1,8″ CCD   | 35–105 mm (3×) f/2,8–4,9                  |               | 1,8″                        | CF                                 | 112 × 58 × 42        | 260                |               | Größeres Gehäuse, zusätzliche manuelle Einstellmöglichkeiten, ISO 50-800, Bilddateien auch im RAW-Format                                        |
| S40           | Oktober 2001    | 4,1 MP 2272×1704 1/1,8″ CCD   | 35–105 mm (3×) f/2,8–4,9                  |               | 1,8″                        | CF                                 | 112 × 58 × 42        | 260                | ISO 50-400    | |
| S45           | Oktober 2002    | 4,1 MP 2272×1704 1/1,8″ CCD   | 35–105 mm (3×) f/2,8–4,9                  | DIGIC         | 1,8″                        | CF                                 | 112 × 58 × 42        | 260                |               | ISO 50-400 |
| S50           | März 2003       | 5,0 MP 2592×1944 1/1,8″ CCD   | 35–105 mm (3×) f/2,8–4,9                  | DIGIC         | 1,8″                        | CF                                 | 112 × 58 × 42        | 260                |               | ISO 50-400 |
| S60           | Juni 2004       | 5,0 MP 2592×1944 1/1,8″ CCD   | 28–100 mm (3,6×) f/2,8–5,3                | DIGIC         | 1,8″                        | CF                                 | 114,0 × 56.,5 × 38,8 | 230                |               | Erstes Modell mit Weitwinkelobjektiv, kleineres Gehäuse mit neuen Funktionstasten, ISO 50-400                                                   |
| S70           | September 2004  | 7,1 MP 3072×2304 1/1,8″ CCD   | 28–100 mm (3,6×) f/2,8–5,3                | DIGIC         | 1,8″                        | CF                                 | 114,0 × 56.,5 × 38,8 | 230                |               | ISO 50-400 |
| S80           | Oktober 2005    | 8,0 MP 3264×2448 1/1,8″ CCD   | 28–100 mm (3,6×) f/2,8–5,3                | DIGIC II      | 2,5″ 115.000                | SD, MMC                            | 104,0 × 57,0 × 38,8  | 225                |               | Neues Gehäuse, ISO 50-400, keine RAW-Unterstützung, 4:3-HD-Filmaufnahmen (1024 × 768)                                                           |
| S90           | September 2009  | 10,0 MP 3648×2736 1/1.7″ CCD  | 28–105 mm (3,8×) f/2,0–4,9                | DIGIC 4       | 3,0″ 461.000                | SD, SDHC, MMC, MMC+, HC MMC+       | 100,0 × 58,4 × 30,9  | 175                |               | Neues „High Sensitivity System“, ISO 80-3200, f/2.0-Objektiv, IS (Bildstabilisator), zusätzlicher programmierbarer Kontrollring um das Objektiv |
| S95           | August 2010     | 10,0 MP 3648×2736 1/1.7″ CCD  | 28–105 mm (3,8×) f/2,0–4,9                | DIGIC 4       | 3,0″ 461.000                | SD, SDHC, SDXC, MMC, MMC+, HC MMC+ | 99,8 × 58,4 × 29,5   | 170                |               | Hybrid IS, ISO 80-3200, 720p-HD-Video, Stereoton.                                                                                               |
| S100          | September 2011  | 12,1 MP 4000×3000 1/1,7″ CMOS | 24–120 mm (5×) f/2,0–5,9                  | DIGIC 5       | 3,0″ 461.000                | SD, SDHC, SDXC, Eye-Fi             | 98,9 × 59,8 × 26,7   | 173                |               | ISO 80-6400, GPS, 1080p-HD-Video, optischer Zoom im Videomodus, zwei Gehäusefarben erhältlich                                                   |
| S110          | September 2012  | 12,1 MP 4000×3000 1/1,7″ CMOS | 24–120 mm (5×) f/2,0–5,9                  | DIGIC 5       | 3,0″ (Touchscreen) 461.000  | SD, SDHC, SDXC, Eye-Fi             | 98,8 × 59,0 × 26,9   | 173                |               | [ 13 ] |
| S120          | August 2013     | 12,1 MP 4000×3000 1/1,7″ CMOS | 24–120 mm (5×) f/1.8–5.7                  | DIGIC 6       | 3,0″ (Touchscreen) 922.000  | SD, SDHC, SDXC                     | 100,2 × 59,0 × 29,0  | 193                |               | W-LAN |
| S200          | Februar 2014    | 10.0 MP 3648×2736 1/1.7″ CCD  | 24–120 mm (5×) f/2.0–5.9                  | DIGIC 5       | 3.0″ 461,000                | SD, SDHC, SDXC                     | 99,8 × 59,0 × 26,3   | 181                |               | W-LAN, keine RAW-Unterstützung |